# 비만 세포

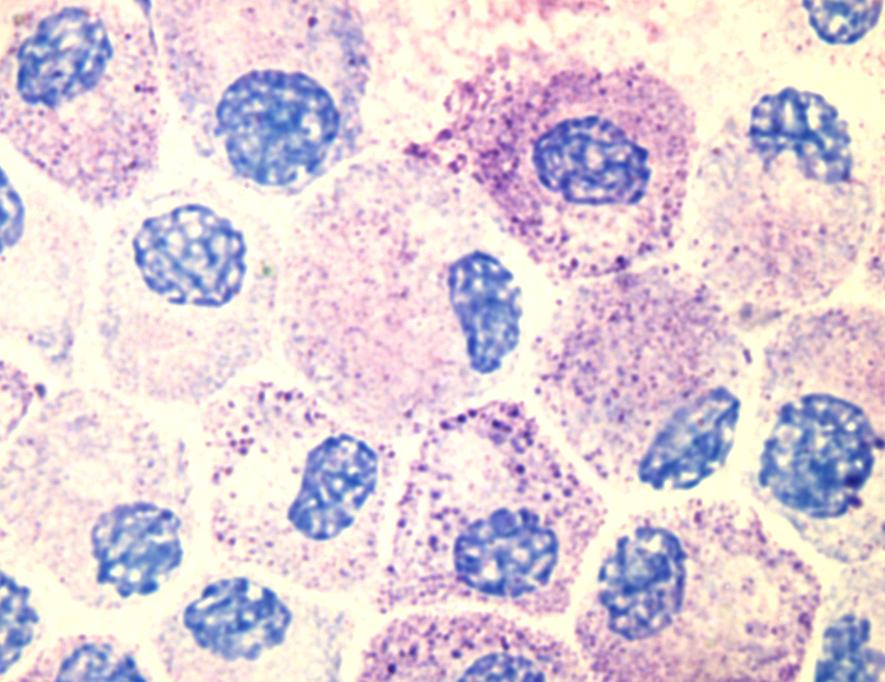
비만 세포

비만 세포(肥滿細胞, mast cell, mastocyte, labrocyte)는 히스타민과 헤피린 등을 함유한 과립을 가지고 있는 백혈구의 일종이다. 또한  알레르기의 주요인이 되는 면역 세포이다. 비만 세포의 표면에는 IgE 형태의 항체가 붙을 수 있는 표면 인자가 있다. 기질에 붙은 후 비교적 바로 떨어지는 다른 항체와 달리 IgE는 비만 세포에 붙으면 거의 떨어지지 않는다. 이 때, IgE에 붙는 물질(즉, 알레르겐)이 인체 내로 들어 와서 IgE와 결합을 하게 되면, 그 IgE와 결합하고 있는 비만 세포가 활성화가 된다. 이렇게 활성화된 비만 세포는 신경 전달 물질인 히스타민을 외부로 분비하여 알레르기 반응을 유발시킨다.
최근 항원제시세포의 기능을 수행하여 면역조절인자를 분비하여 능동면역을 활성화 시키고 선천면역을 개시하는 역할을 수행하는 것도 보고되었다.

## 같이 보기
- 알레르기
- 과립구
- 히스타민
- 사람 세포 유형 목록